# Oreochloa
Oreochloa es un género de plantas herbáceas perteneciente a la familia de las poáceas. Es originario de  Eurasia.
Algunos autores lo incluyen en el género Sesleria.

## Taxonomía
El género fue descrito por Heinrich Friedrich Link y publicado en Hortus Regius Botanicus Berolinensis 1: 44. 1827.

## Especies
- Oreochloa blanka
- Oreochloa confusa
- Oreochloa disticha
- Oreochloa seslerioides